# Lakeview (Luizjana)
Lakeview – jednostka osadnicza w Stanach Zjednoczonych, w stanie Luizjana, w parafii Caddo W 2010 była zamieszkiwana przez 948 mieszkańców.